# Eoxyela sibirica
Eoxyela sibirica  (лат.) — ископаемый вид пилильщиков рода Eoxyela из семейства Xyelidae. Обнаружен в нижнемеловых отложениях (Россия, Забайкалье, Бурятия, Байса, аптский ярус, около 120 млн лет). Длина переднего крыла 5,5 мм.
Вид Eoxyela sibirica был впервые описан по отпечаткам в 1969 году советским и российским энтомологом Александром Павловичем Расницыным (ПИН РАН, Москва, Россия) вместе с Madygenius extraradius, Asioxyela paurura, Dinoxyela armata, Triassoxyela orycta и другими. Включён в состав рода Eoxyela Rasnitsyn 1969 и трибы Xyelini (подсемейство Xyelinae) вместе с видами Eoxyela atra, E. karatavica, E. punctata, E. scoliura, E. tugnuica. Сестринские таксоны пилильщиков: Enneoxyela, Spathoxyela, Xyela, Xyelisca, Yanoxyela.